# Anthidium pullatum
Anthidium pullatum är en biart som beskrevs av Morice 1916. Anthidium pullatum ingår i släktet ullbin, och familjen buksamlarbin. Inga underarter finns listade i Catalogue of Life.